# Ciclismo nos Jogos Olímpicos de Verão de 2016
As competições de ciclismo nos Jogos Olímpicos de Verão de 2016 foram realizadas entre 4 e 21 de agosto, com 18 eventos em quatro locais de disputa.
O ciclismo é um entre apenas cinco esportes disputados em todos os Jogos Olímpicos da era moderna, desde a Grécia, em 1896. Desde então, o ciclismo olímpico evoluiu gradualmente para incluir competições de montanha e BMX e conta com as atuais quatro modalidades, totalizando dezoito eventos.
Em fevereiro de 2013, a União Ciclística Internacional (UCI) anunciou sua intenção de requerer ao Comitê Olímpico Internacional a extensão do programa em três eventos masculinos e femininos: prova em pista por pontos, BMX freestyle e uma prova eliminatória de montanha, mas o COI comunicou em agosto de 2013 que o programa seria o mesmo de 2012, portanto, as provas disputadas foram as mesmas da edição de 2012.

## Eventos
Ciclismo em pista
O esporte é praticado pelo menos desde 1870 em faixas internas de madeira, semelhantes aos atuais velódromos. Esteve em todos os jogos, com exceção de 1912.
A competição foi realizada de quinta-feira, 11 de agosto, a terça-feira, 16 de agosto, no Velódromo Olímpico do Rio, no Parque Olímpico da Barra.
| Modalidade             | Atletas   |
| Masculino              | Masculino |
| ---------------------- | --------- |
| Velocidade             | 99        |
| Velocidade por equipe  | 99        |
| Perseguição por equipe | 99        |
| Keirin                 | 99        |
| Omniun                 | 99        |
| Feminino               |           |
| Velocidade             | 90        |
| Velocidade por equipe  | 90        |
| Perseguição por equipe | 90        |
| Keirin                 | 90        |
| Omniun                 | 90        |
| Total geral            | 189       |

Qualquer atleta habilitado, participante dos Jogos em uma das demais modalidades de ciclismo, pode ocupar uma vaga do próprio país nesta modalidade, desde que o limite por país não tenha sido atingido.
Cada país pode ter apenas uma equipe em cada disputa por equipe, com quatro atletas na perseguição e dois (feminino) ou três (masculino) atletas na disputa por velocidade. Nas disputas individuais, pode ter um competidor no Omnium e até dois no Keirin e na disputa por velocidade.
Ciclismo de estrada
O ciclismo nasceu como esporte no final do século 19 e, segundo lenda popular, a primeira corrida de bicicleta foi realizada em Paris, em 1868. Apesar de ter aparecido na primeira disputa, na Grécia, em 1896, somente foi incluído no programa olímpico a partir dos Jogos de Estocolmo de 1912. A disputa individual contra o relógio foi incluída em Atlanta, em 1996.
A competição foi realizada em quatro eventos, em três datas, sábado, 6 de agosto, domingo, 7 de agosto, e quarta-feira, 10 de agosto, em vias do Rio de Janeiro que partem do Forte de Copacabana e da praia do Pontal.
| Modalidade         | Vagas     |
| Masculino          | Masculino |
| ------------------ | --------- |
| Corrida de estrada | 144       |
| Contra o relógio   | 144       |
| Feminino           |           |
| Corrida de estrada | 67        |
| Contra o relógio   | 67        |
| Total geral        | 211       |

Qualquer atleta habilitado, participante dos Jogos em uma das demais modalidades de ciclismo, pode se inscrever para participar nesta modalidade, desde que o limite por país não tenha sido atingido.
BMX

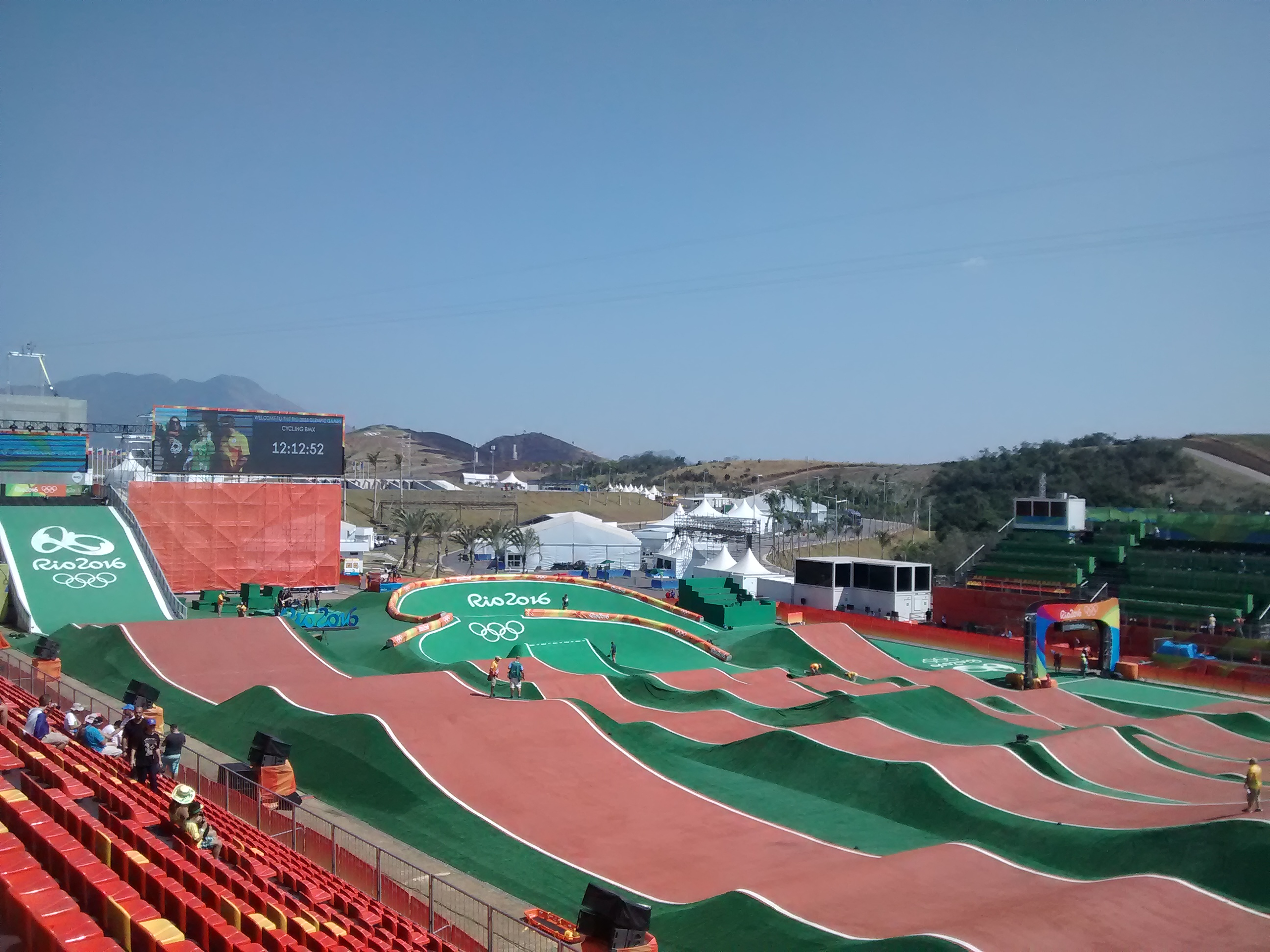
Pista de BMX em Deodoro.

A modalidade se tornou popular na década de 1960, na Califórnia, mesma época em que o motocross tornou-se popular nos Estados Unifos. Apenas em 1993, o esporte foi integrado no âmbito organizacional da UCI, quinze anos antes de sua primeira aparição no programa olímpico, nos Jogos Olímpicos de Pequim, em 2008.
A competição foi realizada em dois eventos de corrida, de quarta-feira, 17 de agosto, a sexta-feira, 19 de agosto, no Centro Olímpico de BMX no Parque Olímpico de Deodoro, cuja pista tem entre 350 m e 400 metros de extensão.
| Modalidade  | Atletas   |
| Masculino   | Masculino |
| ----------- | --------- |
| BMX         | 32        |
| Feminino    |           |
| BMX         | 16        |
| Total geral | 50        |

Ciclismo de montanha, BTT ou mountain bike

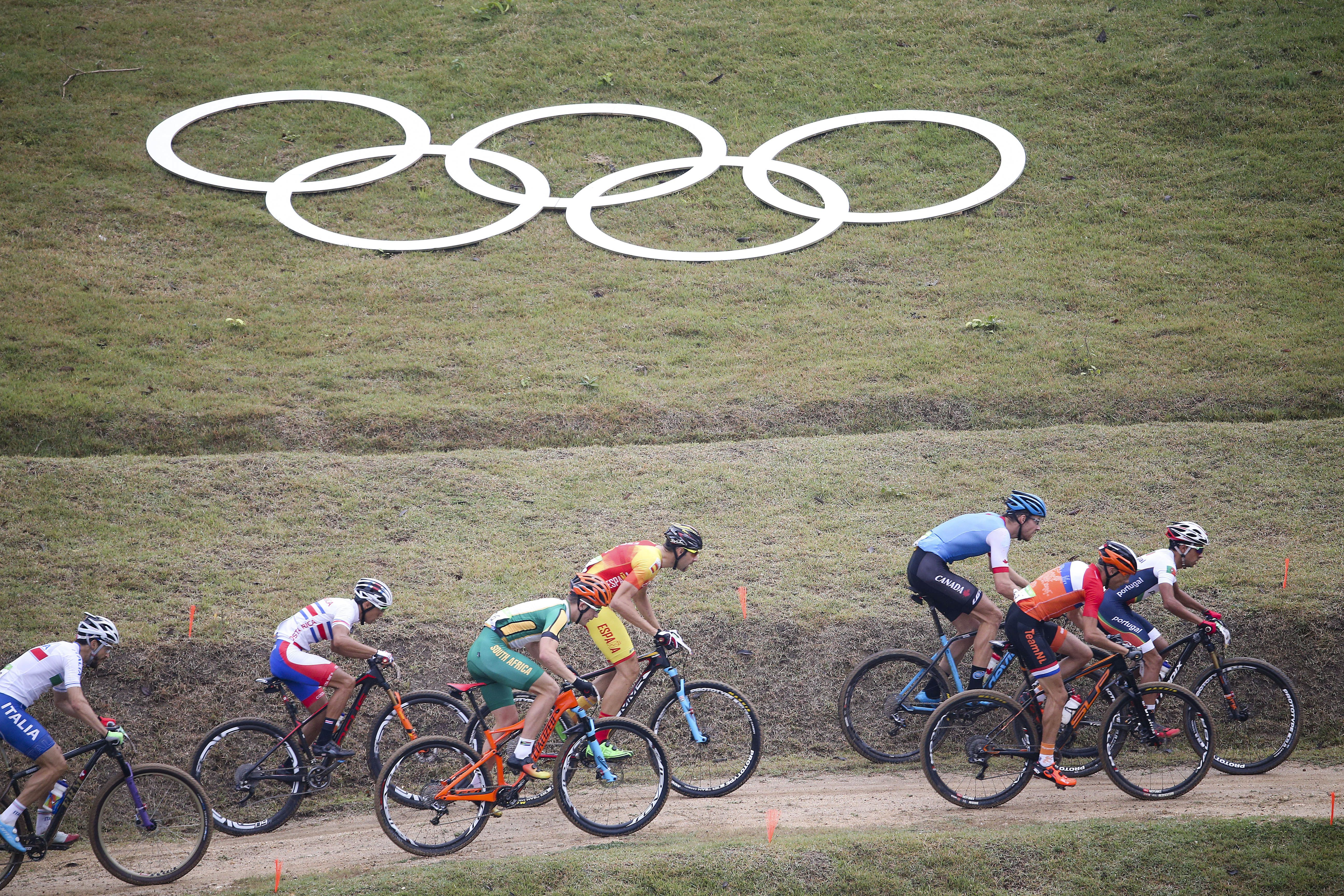
O mountain bike também ocorreu em Deodoro.

Também ficou popular na Califórnia, na década de 1970, quando os ciclistas começaram a explorar trilhas e pistas ao norte de San Francisco. O esporte nasceu somente em 1976, quando estes ciclistas criaram uma corrida, que trouxe adaptações e modificações para as bicicletas existentes, e se espalhou rapidamente por todo o mundo. A única modalidade, cross-country ou XCO, fez sua estreia olímpica nos Jogos de Atlanta, em 1996.
A competição foi realizada em dois eventos de cross-country, de sábado, 20 de agosto, a domingo, 21 de agosto, no Centro de Mountain Bike no Parque Olímpico de Deodoro, com um percurso de 5400 m de extensão que aproveita a topografia da região.
| Modalidade    | Atletas   |
| Masculino     | Masculino |
| ------------- | --------- |
| Cross-country | 50        |
| Feminino      |           |
| Cross-country | 30        |
| Total geral   | 80        |

## Formato das disputas
BMX

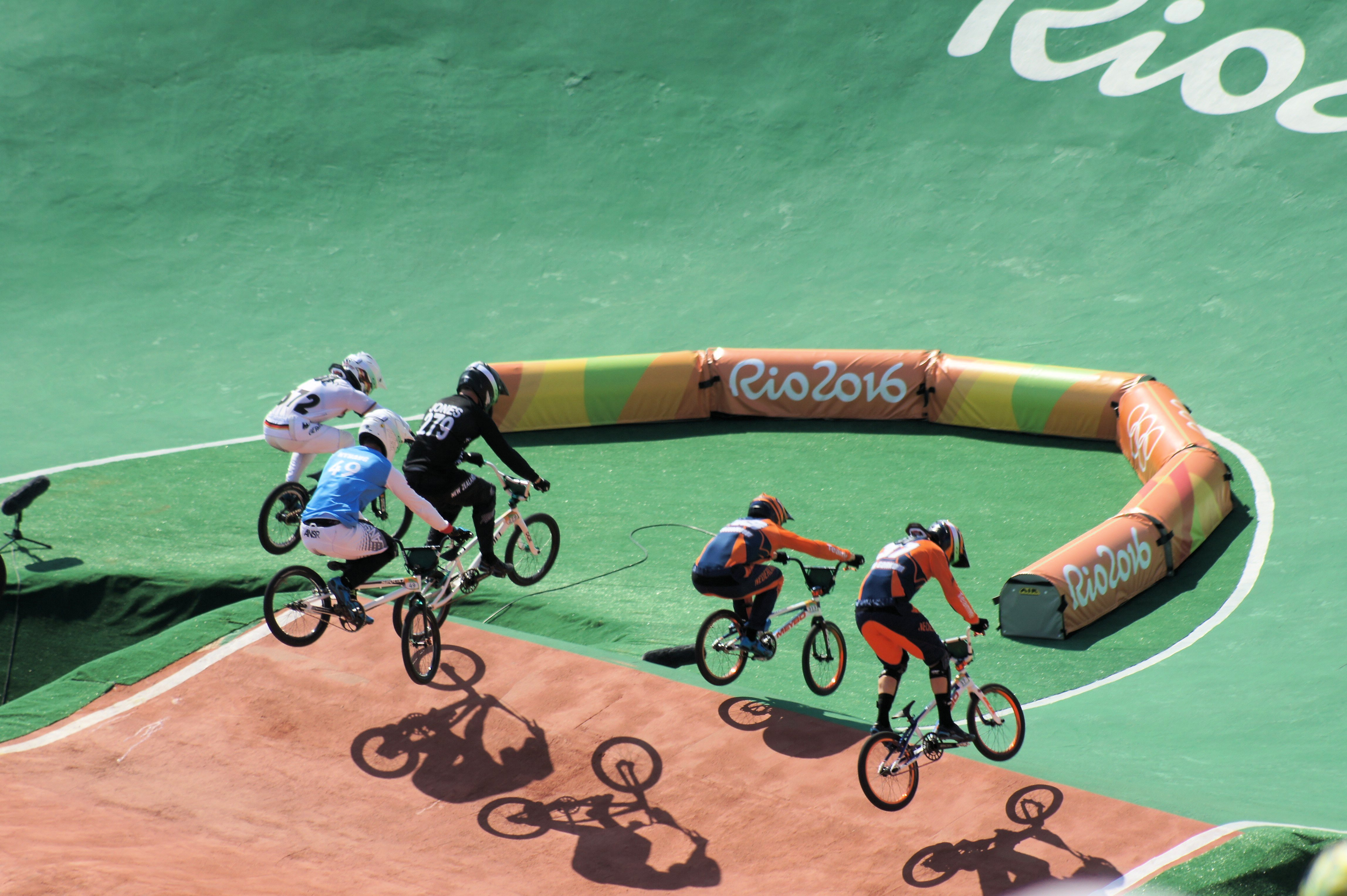
Uma das baterias do BMX.

Nos dois eventos, cada piloto realiza uma corrida pelo circuito para fixar a ordem de largada e a bateria para as próximas fases.
No masculino, os 32 competidores são divididos em quatro grupos e disputam as quartas de final em três corridas, que somam pontos de acordo com a posição de chegada de cada competidor (1º = 1, 2º = 2 ... 8º = 8 pontos). Os quatro pilotos que somarem menos pontos nas três baterias avançam para as semifinais.
No masculino e no feminino, os 16 competidores nas semifinais são divididos em dois grupos e disputam três corridas, que somam pontos de acordo com a posição de chegada de cada competidor. Os quatro pilotos que somarem menos pontos nas três baterias avançam para as finais.
A final é disputada em uma única corrida, entre os oito classificados das semifinais.
Ciclismo de montanha/BTT/Mountain bike
As duas competições são eventos de corrida em que todos partem ao mesmo tempo, ordenados no grid com base no ranking da UCI, e devem cumprir um número fixado de voltas no circuito. O primeiro a cruzar a linha de chegada é o vencedor. O número de voltas para cada evento é definido de forma a garantir um tempo de cerca de 1h30 a 1h45 para o vencedor e pode ser alterado até duas horas antes do início da corrida, com base nas condições da pista e do clima.
Ciclismo de estrada
As corridas de estrada são eventos de corrida em que todos partem ao mesmo tempo e o primeiro atleta a cruzar a linha de chegada é o vencedor. O percurso definido para a corrida feminina tem 141 quilômetros de extensão, enquanto que o percurso masculino tem 241,5 km.
As disputas contra o relógio dos Jogos Olímpicos são individuais e cada piloto parte a intervalos fixos, em que é medido o tempo do início até a chegada e o piloto mais rápido é declarado vencedor. A prova será na Estrada do Pontal e percurso definido para a prova feminina tem 29,8 km de extensão, enquanto que o percurso masculino tem 54,5 km.
Ciclismo de pista
- Corrida de velocidade

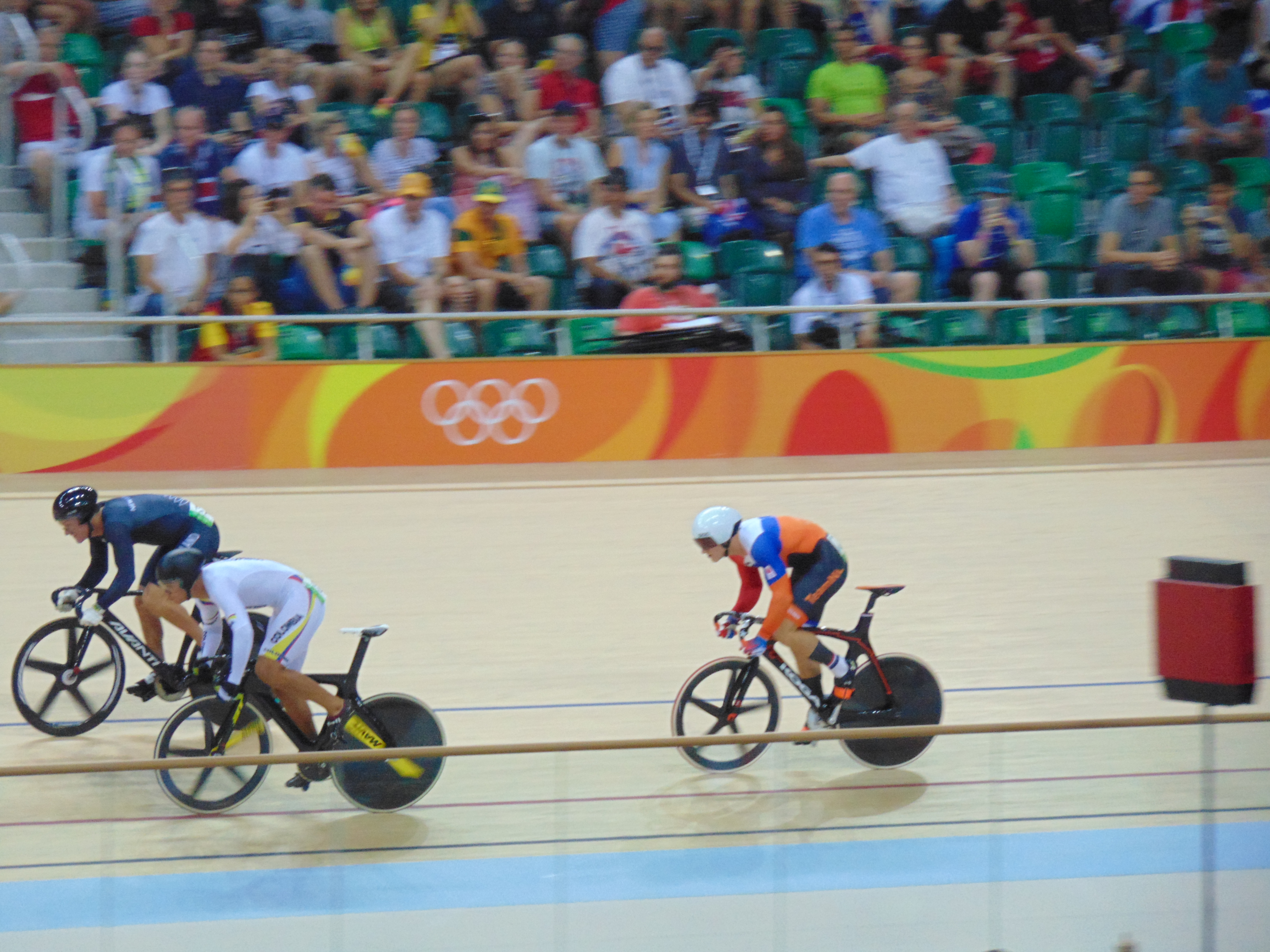
Competição de velocidade masculino.

Dois competidores se enfrentam na pista em três voltas, mas apenas os últimos 200 m são cronometrados, sendo vencedor aquele que fizer o melhor tempo.
Na fase de qualificação, os competidores correm sozinhos para definir seus tempos e determinar a ordem dos dezoito melhores competidores que passam para a primeira rodada. A partir da definição das nove chaves de dois ciclistas para a primeira rodada (1/16), as disputas se dão no formato mata-mata, com o vencedor seguindo para a fase seguinte, mas os perdedores disputam uma repescagem com disputas em três chaves de três ciclistas.
Para as oitavas de final (1/8) seguem os nove vencedores da primeira rodada e os três vencedores da repescagem, em seis chaves de dois atletas. Os vencedores seguem para as quartas de final e os perdedores disputam uma repescagem com disputas em duas chaves de três ciclistas.
As quartas de final são disputadas pelos seis vencedores das oitavas e os dois vencedores da repescagem, em seis chaves de dois atletas.
- Corrida de velocidade por equipe

Na fase de qualificação por equipes, as equipes masculinas são divididas em baterias com duas equipes, compostas por três ciclistas que devem liderar uma das três voltas, cada um. As equipes femininas são compostas por duas ciclistas e são apenas duas voltas. A prova é pelo tempo mais rápido e os oito melhores tempos seguem para a fase seguinte e os tempos definem os confrontos.
Na fase seguinte valem os resultados de cada bateria e o tempo de cada equipe. As quatro equipes vencedoras se classificam para a disputa de medalhas, os dois melhores tempos disputam o ouro e os outros dois disputam o bronze.
- Perseguição por equipe

Cada equipe é composta por quatro atletas. Nos confrontos, duas equipes iniciam em lados opostos da pista e a equipe que alcançar os adversários (estar a 1 metro atrás do adversário) vence, caso não consiga alcançar vence a equipe com o menor tempo dentro do percurso de 4000 m. Toda equipe deve concluir a prova com pelo menos três componentes.
A perseguição em equipe se inicia com uma fase de qualificação, em que os competidores correm sozinhos para definir seus tempos, com as oito equipes com os melhores tempos classificadas para a primeira rodada.
Na fase seguinte, apenas as quatro primeiras equipes da qualificatória se enfrentam por uma vaga na final, em dois confrontos: 2ª x 3ª; 1ª x 4ª. Os demais confrontos, 6ª x 7ª; 5ª x 8ª, servem para o registro dos melhores tempos de cada equipe. Os dois melhores tempos entre as seis equipes não classificadas para a final classificam as equipes para a decisão do bronze.
- Keirin

A prova consiste em uma corrida que se inicia por dois quilômetros (5 voltas e meia) com a velocidade controlada por uma bicicleta motorizada, que inicia a 30 km/h no masculino e 25 km/h no feminino e aumenta progressivamente até 50 km/h no masculino e 45 km/h no feminino. Nos últimos 700 m (2 voltas e meia) a bicicleta é retirada e os atletas disparam (podendo chegar a até 70 km/h) e o primeiro a cruzar a linha de chegada vence.
Os ciclistas são divididos em quatro baterias de até sete atletas e os dois primeiros colocados de cada bateria se classificam para a segunda rodada. Os demais ciclistas vão para uma repescagem e são separados em quatro baterias e apenas o vencedor de cada uma segue para a fase seguinte.
Na segunda rodada, os doze ciclistas pilotos são divididos em duas baterias de seis. Os três primeiros colocados avançam para a final.
- Omnium

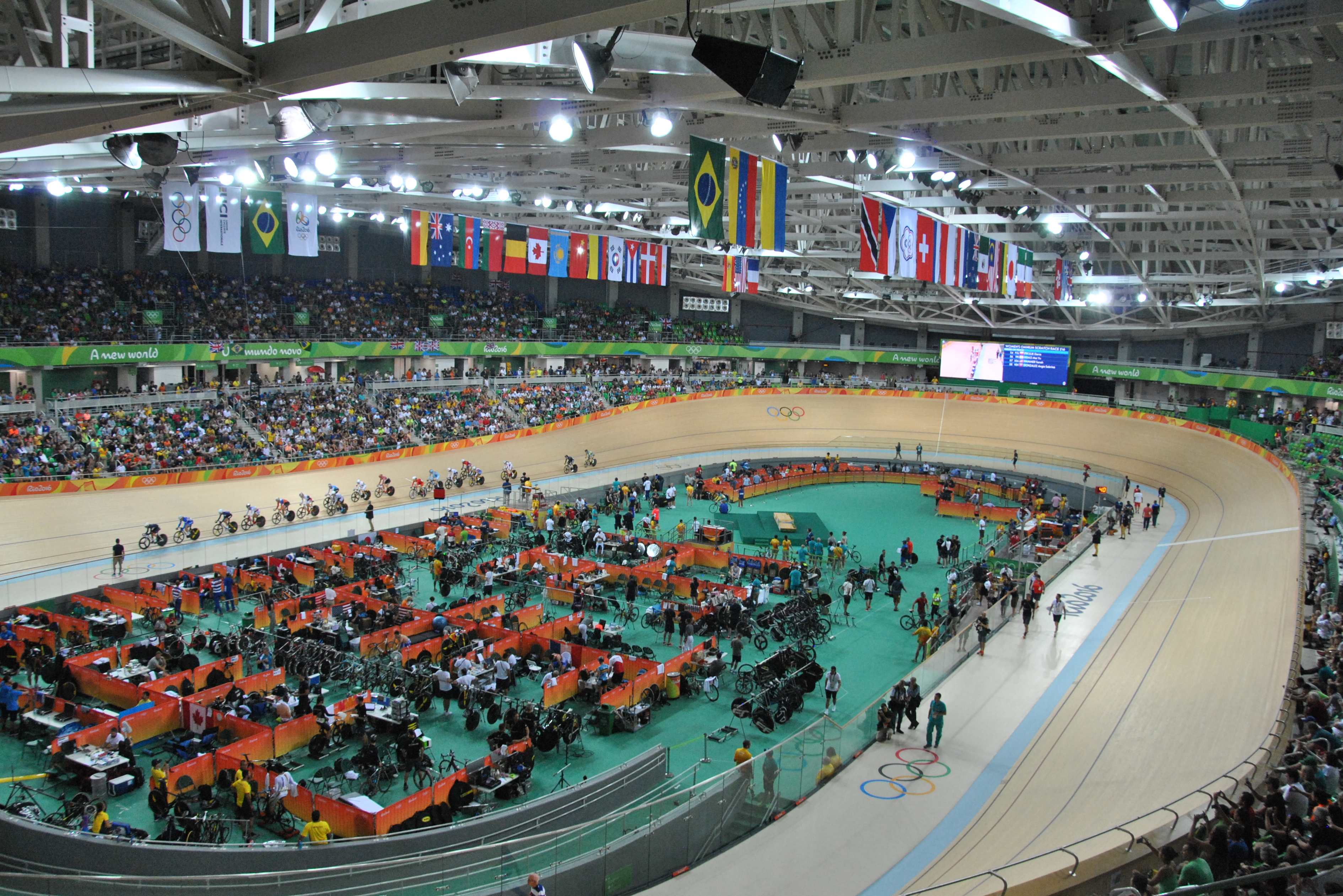
Um dos eventos do Omnium no Velódromo Olímpico.

Competição combinada em que os ciclistas competem em seis disputas programadas durante dois dias de prova e marcam pontos correspondentes a seu desempenho individual, na seguinte ordem:
- - Corrida simples (scratch race): todos os competidores partem juntos e vence o primeiro que cruzar a linha de chegada, em uma distância de 15 km no masculino e 10 km no feminino
  - Perseguição individual: dois atletas partem em lados opostos da pista e vence quem alcançar o adversário ou fizer o melhor tempo ao final de 4 km no masculino e 3 km no feminino
  - Corrida de eliminação: todos os competidores partem juntos e o último colocado é eliminado ao final de cada sprint (a cada duas voltas)
  - Contra o relógio: cada competidor faz uma tomada de tempo, em uma extensão de 1 km no masculino e 500 m no feminino
  - Volta lançada: cada competidor dá três voltas e é considerado o tempo da terceira volta
  - Corrida por pontos: em um percurso de 40 km no masculino e 25 km no feminino, a cada sprint (a cada dez voltas) é marcada a pontuação: 5 pontos para o primeiro, 3, 2 e 1 para os três seguintes. Cada competidor que dá uma volta sobre o pelotão soma 20 pontos adicionais, enquanto o que tomar uma volta perde 20 pontos.

Nas primeiras cinco provas, o vencedor marca 40 pontos, o segundo 38 e assim por diante, subtraindo dois pontos. Na sexta prova são considerados os pontos acumulados, que são somados aos pontos nela obtidos. O vencedor é o piloto que acumular mais pontos.

## Calendário
| PRE | Preliminares | ¼ | Quartas de final | ½ | Semifinais | F | Final |

| Prova↓/Data →                | Sáb 6 | Dom 7 | Qua 8 | Qua 17 | Qui 18 | Sex 19 | Sex 19 | Sáb 20 | Dom 21 |
| ---------------------------- | ----- | ----- | ----- | ------ | ------ | ------ | ------ | ------ | ------ |
| BMX masculino                |       |       |       | PRE    | ¼      | ½      | F      |        |        |
| BMX feminino                 |       |       |       |        | PRE    | ½      | F      |        |        |
| BTT                          |       |       |       |        |        |        |        |        |        |
| BTT masculino                |       |       |       |        |        |        |        |        | F      |
| BTT feminino                 |       |       |       |        |        |        |        | F      |        |
| Ciclismo de estrada          |       |       |       |        |        |        |        |        |        |
| Corrida de estrada masculina | F     |       |       |        |        |        |        |        |        |
| Contra-relógio masculino     |       |       | F     |        |        |        |        |        |        |
| Corrida de estrada feminina  |       | F     |       |        |        |        |        |        |        |
| Contra-relógio feminino      |       |       | F     |        |        |        |        |        |        |

| Data →                           | Qui 11 | Qui 11 | Qui 11 | Sex 12 | Sex 12 | Sex 12 | Sáb 13 | Sáb 13 | Sáb 13 | Dom 14 | Dom 14 | Dom 14 | Seg 15 | Seg 15 | Seg 15 | Ter 16 | Ter 16 | Ter 16 |
| Prova ↓                          | N      | N      | N      | N      | N      | N      | M      | N      | N      | N      | N      | N      | M      | N      | N      | M      | N      | N      |
| -------------------------------- | ------ | ------ | ------ | ------ | ------ | ------ | ------ | ------ | ------ | ------ | ------ | ------ | ------ | ------ | ------ | ------ | ------ | ------ |
| Keirin masculino                 |        |        |        |        |        |        |        |        |        |        |        |        |        |        |        | PRE    | ½      | F      |
| Omnium masculino                 |        |        |        |        |        |        |        |        |        | VL     | CP     | CE     | PI     | SR     | CC     |        |        |        |
| Velocidade masculino             |        |        |        | PRE    | PRE    | PRE    | ¼      | ½      | ½      | F      | F      | F      |        |        |        |        |        |        |
| Perseguição em equipas masculina | PRE    | PRE    | PRE    | ½      | ½      | F      |        |        |        |        |        |        |        |        |        |        |        |        |
| Velocidade em equipas masculino  | PRE    | ½      | F      |        |        |        |        |        |        |        |        |        |        |        |        |        |        |        |
| Keirin feminino                  |        |        |        |        |        |        | PRE    | ½      | F      |        |        |        |        |        |        |        |        |        |
| Omnium feminino                  |        |        |        |        |        |        |        |        |        |        |        |        | VL     | CP     | CE     | PI     | SR     | CC     |
| Velocidade feminino              |        |        |        |        |        |        |        |        |        | PRE    | PRE    | PRE    | PRE    | PRE    | PRE    | ¼      | ½      | F      |
| Perseguição em equipas feminina  | PRE    | PRE    | PRE    |        |        |        | ½      | F      | F      |        |        |        |        |        |        |        |        |        |
| Velocidade em equipas feminino   |        |        |        | PRE    | ½      | F      |        |        |        |        |        |        |        |        |        |        |        |        |

## Instalações
| Local                      | Região     | Modalidade                       | Data            | Eventos | Capacidade                                                         |
| -------------------------- | ---------- | -------------------------------- | --------------- | ------- | ------------------------------------------------------------------ |
| Forte de Copacabana        | Copacabana | Ciclismo de estrada              | 6-7 de Agosto   | 2       | 5000 (sentados) Sem limite (em pé; locais de observação gratuitos) |
| Centro de Mountain Bike    | Deodoro    | Mountain bike                    | 20–21 de Agosto | 2       | 5000 (sentados) 20000 (em pé)                                      |
| Centro Olímpico de BMX     | Deodoro    | BMX                              | 17–19 de Agosto | 2       | 5000                                                               |
| Pontal                     | Barra      | Ciclismo de estrada (time trial) | 10 de Agosto    | 2       | 5000 (sentados) Sem limite (em pé; locais de observação gratuitos) |
| Velódromo Municipal do Rio | Barra      | Ciclismo de pista                | 11–16 de Agosto | 10      | 7500                                                               |

## Medalhistas

### Ciclismo de estrada
Masculino
| Evento                      | Ouro                          | Prata                          | Bronze                              |
| --------------------------- | ----------------------------- | ------------------------------ | ----------------------------------- |
| Corrida em estrada detalhes | Greg Van Avermaet BEL Bélgica | Jakob Fuglsang DEN Dinamarca   | Rafał Majka POL Polônia             |
| Contra o relógio detalhes   | Fabian Cancellara SUI Suíça   | Tom Dumoulin NED Países Baixos | Christopher Froome GBR Grã-Bretanha |

Feminino
| Evento                      | Ouro                                   | Prata                        | Bronze                                 |
| --------------------------- | -------------------------------------- | ---------------------------- | -------------------------------------- |
| Corrida em estrada detalhes | Anna van der Breggen NED Países Baixos | Emma Johansson SWE Suécia    | Elisa Longo Borghini ITA Itália        |
| Contra o relógio detalhes   | Kristin Armstrong USA Estados Unidos   | Olga Zabelinskaya RUS Rússia | Anna van der Breggen NED Países Baixos |

### Ciclismo de pista
Masculino
| Evento                           | Ouro                                                                | Prata                                                                                       | Bronze                                                                                           |
| -------------------------------- | ------------------------------------------------------------------- | ------------------------------------------------------------------------------------------- | ------------------------------------------------------------------------------------------------ |
| Velocidade individual detalhes   | Jason Kenny GBR Grã-Bretanha                                        | Callum Skinner GBR Grã-Bretanha                                                             | Denis Dmitriev RUS Rússia                                                                        |
| Velocidade por equipes detalhes  | Philip Hindes Callum Skinner Jason Kenny GBR Grã-Bretanha           | Eddie Dawkins Ethan Mitchell Sam Webster NZL Nova Zelândia                                  | Grégory Baugé Michaël D'Almeida François Pervis FRA França                                       |
| Perseguição por equipes detalhes | Ed Clancy Steven Burke Owain Doull Bradley Wiggins GBR Grã-Bretanha | Alexander Edmondson Jack Bobridge Michael Hepburn Sam Welsford Callum Scotson AUS Austrália | Lasse Norman Hansen Niklas Larsen Frederik Madsen Casper von Folsach Rasmus Quaade DEN Dinamarca |
| Keirin detalhes                  | Jason Kenny GBR Grã-Bretanha                                        | Matthijs Büchli NED Países Baixos                                                           | Azizulhasni Awang MAS Malásia                                                                    |
| Omnium detalhes                  | Elia Viviani ITA Itália                                             | Mark Cavendish GBR Grã-Bretanha                                                             | Lasse Norman Hansen DEN Dinamarca                                                                |

Feminino
| Evento                           | Ouro                                                                            | Prata                                                                      | Bronze                                                                                 |
| -------------------------------- | ------------------------------------------------------------------------------- | -------------------------------------------------------------------------- | -------------------------------------------------------------------------------------- |
| Velocidade individual detalhes   | Kristina Vogel GER Alemanha                                                     | Becky James GBR Grã-Bretanha                                               | Katy Marchant GBR Grã-Bretanha                                                         |
| Velocidade por equipes detalhes  | Gong Jinjie Zhong Tianshi CHN China                                             | Daria Shmeleva Anastasia Voynova RUS Rússia                                | Miriam Welte Kristina Vogel GER Alemanha                                               |
| Perseguição por equipes detalhes | Katie Archibald Laura Trott Elinor Barker Joanna Rowsell Shand GBR Grã-Bretanha | Sarah Hammer Kelly Catlin Chloe Dygert Jennifer Valente USA Estados Unidos | Allison Beveridge Jasmin Glaesser Kirsti Lay Georgia Simmerling Laura Brown CAN Canadá |
| Keirin detalhes                  | Elis Ligtlee NED Países Baixos                                                  | Becky James GBR Grã-Bretanha                                               | Anna Meares AUS Austrália                                                              |
| Omnium detalhes                  | Laura Trott GBR Grã-Bretanha                                                    | Sarah Hammer USA Estados Unidos                                            | Jolien D'Hoore BEL Bélgica                                                             |

### Mountain bike
Masculino
| Evento                 | Ouro                    | Prata                                | Bronze                            |
| ---------------------- | ----------------------- | ------------------------------------ | --------------------------------- |
| Cross-country detalhes | Nino Schurter SUI Suíça | Jaroslav Kulhavý CZE República Checa | Carlos Coloma Nicolás ESP Espanha |

Feminino
| Evento                 | Ouro                      | Prata                         | Bronze                       |
| ---------------------- | ------------------------- | ----------------------------- | ---------------------------- |
| Cross-country detalhes | Jenny Rissveds SWE Suécia | Maja Włoszczowska POL Polônia | Catharine Pendrel CAN Canadá |

### BMX
Masculino
| Evento       | Ouro                             | Prata                              | Bronze                      |
| ------------ | -------------------------------- | ---------------------------------- | --------------------------- |
| BMX detalhes | Connor Fields USA Estados Unidos | Jelle van Gorkom NED Países Baixos | Carlos Ramírez COL Colômbia |

Feminino
| Evento       | Ouro                       | Prata                         | Bronze                          |
| ------------ | -------------------------- | ----------------------------- | ------------------------------- |
| BMX detalhes | Mariana Pajón COL Colômbia | Alise Post USA Estados Unidos | Stefany Hernández VEN Venezuela |

## Participantes
O Brasil, como anfitrião, teve cotas garantidas caso não se classificasse pelos critérios normais. A qualificação se encerrou com o ranking da União Ciclística Internacional em 31 de maio de 2016.
- ALG Argélia (2)
- ARG Argentina (3)
- AUS Austrália (7)
- AUT Áustria (2)
- AZE Azerbaijão (1)
- BLR Bielorrússia (3)
- BEL Bélgica (6)
- BRA Brasil (8)
- BUL Bulgária (1)
- CAN Canadá (4)
- CHI Chile (1)
- CHN China (2)
- COL Colômbia (6)
- CRC Costa Rica (1)
- CRO Croácia (2)
- CZE República Checa (5)
- DEN Dinamarca (3)
- DOM República Dominicana (1)
- ECU Equador (1)
- ERI Eritreia (1)
- EST Estônia (2)
- ETH Etiópia (1)
- FRA França (4)
- GER Alemanha (5)
- GBR Grã-Bretanha (5)
- GRE Grécia (1)
- GUA Guatemala (1)
- HKG Hong Kong (1)
- IRI Irã (3)
- IRL Irlanda (2)
- ITA Itália (5)
- JPN Japão (3)
- KAZ Cazaquistão (2)
- LAT Letônia (2)
- LTU Lituânia (2)
- LUX Luxemburgo (1)
- MRI Maurício (1)
- MEX México (2)
- MAR Marrocos (4)
- NAM Namíbia (2)
- NED Países Baixos (5)
- NZL Nova Zelândia (3)
- NOR Noruega (4)
- POL Polônia (4)
- POR Portugal (4)
- PUR Porto Rico (1)
- ROU Romênia (1)
- RUS Rússia (3)
- RWA Ruanda (1)
- SRB Sérvia (1)
- SVK Eslováquia (1)
- SLO Eslovênia (4)
- RSA África do Sul (4)
- KOR Coreia do Sul (2)
- ESP Espanha (5)
- SWE Suécia (2)
- SUI Suíça (4)
- TUN Tunísia (1)
- TUR Turquia (2)
- UKR Ucrânia (3)
- UAE Emirados Árabes Unidos (1)
- USA Estados Unidos (3)
- VEN Venezuela (2)

## Quadro de medalhas

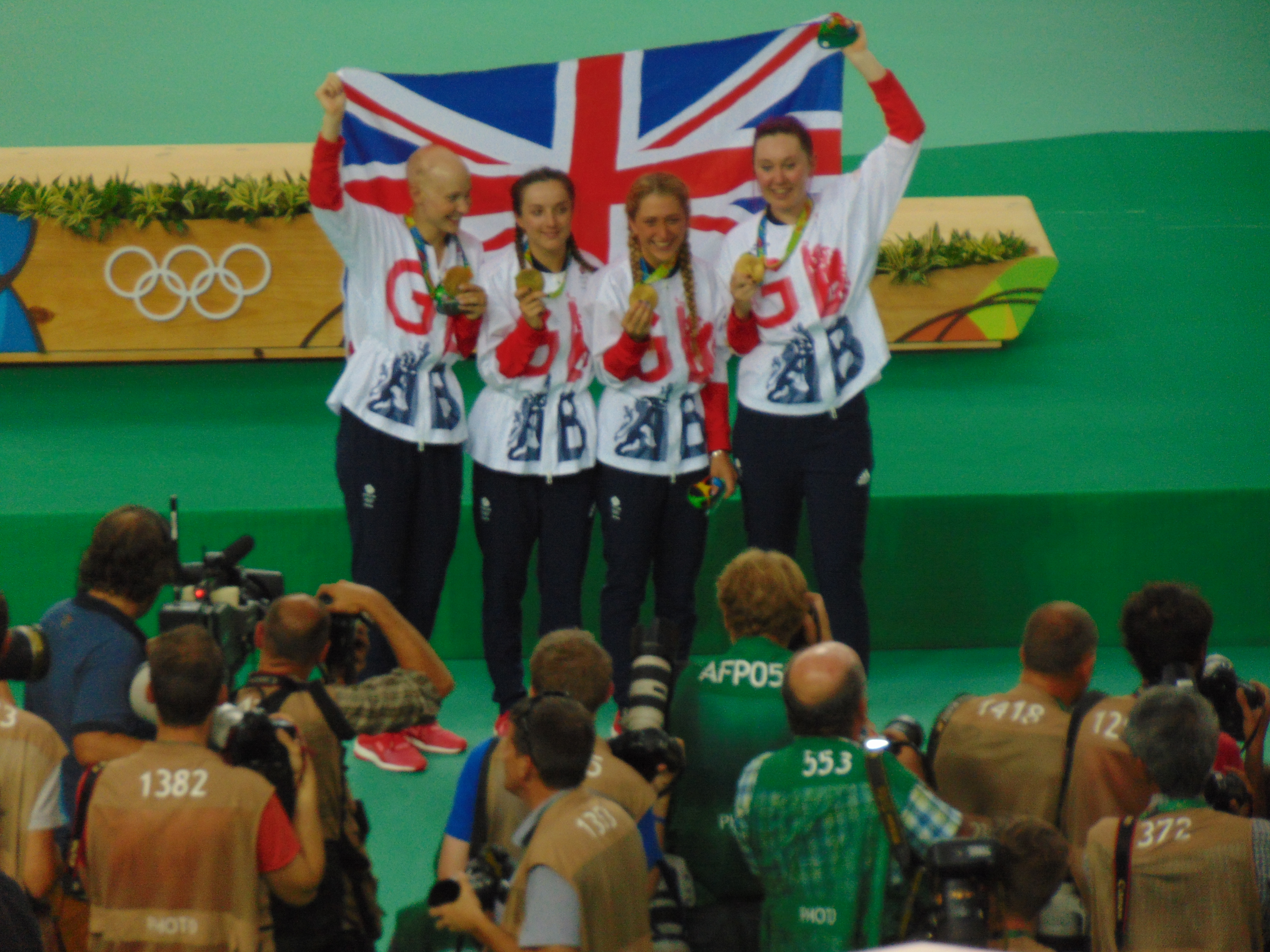
A Grã-Bretanha dominou as competições de ciclismo com 6 medalhas de ouro e 12 no total.

| Ordem | País                | Medalha de ouro | Medalha de prata | Medalha de bronze |    | Ordem por total |
| ----- | ------------------- | --------------- | ---------------- | ----------------- | -- | --------------- |
| 1     | GBR Grã-Bretanha    | 6               | 4                | 2                 | 12 | 1               |
| 2     | NED Países Baixos   | 2               | 3                | 1                 | 6  | 2               |
| 3     | USA Estados Unidos  | 2               | 3                |                   | 5  | 3               |
| 4     | SUI Suíça           | 2               |                  |                   | 2  | 6               |
| 5     | SWE Suécia          | 1               | 1                |                   | 2  | 6               |
| 6     | GER Alemanha        | 1               |                  | 1                 | 2  | 6               |
|       | BEL Bélgica         | 1               |                  | 1                 | 2  | 6               |
|       | COL Colômbia        | 1               |                  | 1                 | 2  | 6               |
|       | ITA Itália          | 1               |                  | 1                 | 2  | 6               |
| 10    | CHN China           | 1               |                  |                   | 1  | 15              |
| 11    | RUS Rússia          |                 | 2                | 1                 | 3  | 4               |
| 12    | DEN Dinamarca       |                 | 1                | 2                 | 3  | 4               |
| 13    | AUS Austrália       |                 | 1                | 1                 | 2  | 6               |
|       | POL Polônia         |                 | 1                | 1                 | 2  | 6               |
| 15    | NZL Nova Zelândia   |                 | 1                |                   | 1  | 15              |
|       | CZE República Checa |                 | 1                |                   | 1  | 15              |
| 17    | CAN Canadá          |                 |                  | 2                 | 2  | 6               |
| 18    | ESP Espanha         |                 |                  | 1                 | 1  | 15              |
|       | FRA França          |                 |                  | 1                 | 1  | 15              |
|       | MAS Malásia         |                 |                  | 1                 | 1  | 15              |
|       | VEN Venezuela       |                 |                  | 1                 | 1  | 15              |
| TOTAL | TOTAL               | 18              | 18               | 18                | 54 | —               |